# Pojezierze Wałeckie
Pojezierze Wałeckie  (314.64) – mezoregion fizycznogeograficzny w północno-zachodniej Polsce, zaliczany ze względu na typ mezoregionów do wysoczyzn młodoglacjalnych przeważnie z jeziorami, w regionie nizin i obniżeń, przechodzący od północy w Pojezierze Drawskie i Równinę Wałecką, od wschodu w Dolinę Gwdy, od południa w Kotlinę Gorzowską i od zachodu w Równinę Drawską.

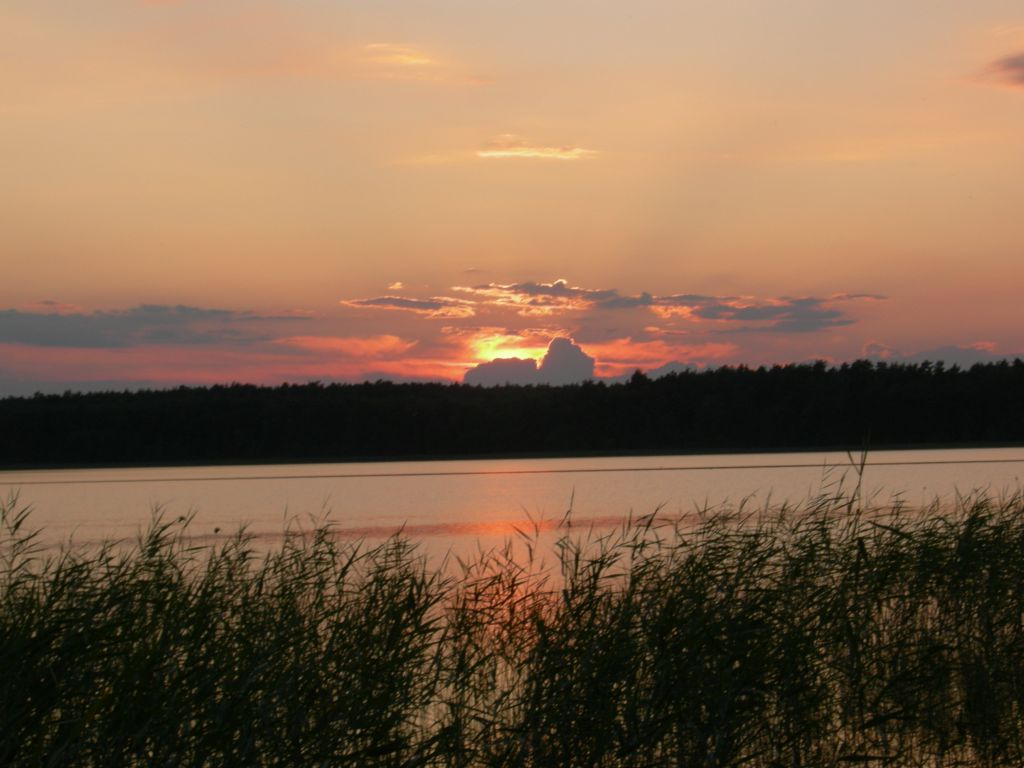
Bytyń Wielki

Obejmuje obszar około 1860 km², w większości wysoczyzny z kilkoma pasami czołomorenowymi, powstałymi na przedpolu pojeziernego ciągu moren czołowych fazy pomorskiej w okresie podfazy krajeńskiej zlodowacenia północnopolskiego oraz obszary sandrowe porośnięte lasami. Do najwyższych wzniesień należą Racza i Dąbrowa, o wysokości bezwzględnej odpowiednio 211 i 207 m.
Południowa część mezoregionu jest w większości porośnięta lasem, który łączy się bezpośrednio z Puszczą Drawską. Największym jeziorem jest Bytyń Wielki, o powierzchni 8,8 km² i głębokości dochodzącej do 41 m.
W granicach Pojezierza Wałeckiego utworzono rezerwaty przyrody, m.in.: „Wielki Bytyń”, „Smolary”, „Rosiczki Mirosławskie”.